# Navalón (Cuenca)
Navalón es una localidad del municipio español de Fuentenava de Jábaga, en la provincia de Cuenca, comunidad autónoma de Castilla-La Mancha.
La iglesia está dedicada a La Natividad de Nuestra Señora.

## Localidades limítrofes
Confina con las siguientes localidades:
- Al norte con Fuentesclaras de Chillarón.
- Al este con Arcos de la Cantera.
- Al sureste con Chillarón de Cuenca.
- Al sur con Jábaga.
- Al oeste con Villar del Maestre.
- Al noroeste con Villar del Saz de Navalón.

## Demografía
| Gráfica de evolución demográfica de Navalón entre 1842 y 1970 |
| |
| Población de derecho según los censos de población del INE Población de hecho según los censos de población del INEEntre el censo de 1857 y el anterior, crece el término del municipio porque incorpora a Valdecabrillas Entre el censo de 1981 y el anterior, este municipio desaparece porque se integra en el municipio Fuentenava de Jábaga |

Evolución de la población
| Gráfica de evolución demográfica de Navalón entre 2000 y 2017      |
|                                                                    |
| Población de derecho (2000-2017) según el padrón municipal del INE |

## Historia
En el conocido como nomenclátor de Floridablanca (1789), aparece como aldea de realengo dentro del partido de Cuenca, en la provincia homónima.
Navalón fue municipio hasta su integración en Fuentenava de Jábaga en 1972. Por el 
Decreto 957/l972 se fusionaron los municipios de Jábaga, Navalón y Fuentesclaras del Chillarón en el nuevo de Fuentenava de Jábaga. Anteriormente, siglo XIX, había incorporado dentro del término municipal a Valdecabrillas.
Así se describe a Navalón en el tomo XII del Diccionario geográfico-estadístico-histórico de España y sus posesiones de Ultramar, obra impulsada por Pascual Madoz a mediados del siglo XIX:

Lugar con ayuntamiento en la provincia, diócesis y partido judicial de Cuenca (2 leguas), audiencia territorial de Albacete (18), capitanía general de Castilla la Nueva (Madrid 22). Situado en la falda de una colina, con clima templado, combatido por los vientos de S y O y propenso a dolores de reumatismos. Consta de 100 casas de mediana construcción y pocas comodidades inclusa la de ayuntamiento y cárcel; hay escuela de primeras letras, concurrida por 20 niños y cotada con una corta retribución que dan los padres de los alumnos; la iglesia parroquial bajo la advocación de Nuestra Señora de la Natividad, está servida por un cura de primer ascenso y un teniente para el anejo de Fuente Ruiz; a 200 pasos del pueblo en una eminencia se halla la ermita de Nuestra Señora de Tejeda; para surtido del vecindario, hay dos fuentes de buenas aguas en el término, este confina por N con Fuentes Claras; E Arcos y Chillarón; S Jábaga, y O Fuente Ruiz y Villar del Maestre, en él se halla el despoblado llamado El Ojo; su terreno disfruta de monte y llano y es medianamente productivo, parte se halla poblado de roble y pinos, y al O nacen dos arroyuelos que dirigen su curso hacia el E con inclinación al S; los caminos son locales y el que dirige de Huete a Cuenca que es de herradura, pasa por el pueblo, el estado de unos y otros es malo; la correspondencia se recibe de la administración de Cuenca por un peatón. Producciones: trigo, cebada, centeno, avena, garbanzos, vino, cáñamo, patatas y judías; se cría ganado lanar, cabrío y de cerda, todo en corta cantidad, y caza de liebres, perdices y conejos. Industria: la agrícola y ganadería. Comercio: la exportación de productos del país, e importación de algunos artículos de consumo diario. Población: 97 vecinos, 384 almas. Capital productivo: 986.580 reales. Imponible: 49.329. El presupuesto municipal asciende a 1.200 reales y se cubre por reparto vecinal.
Diccionario geográfico-estadístico-histórico de España y sus posesiones de Ultramar

## Lugares de interés
Los lugares de interés de la aldea de Navalón son varios, por ejemplo, la iglesia de la Natividad de Nuestra Señora, del siglo XVIII y dentro de esta, se encuentra la enorme pila bautismal gótica y de piedra datada del siglo XV. Aunque la mayoría de las imágenes que aparecen dentro de la iglesia son posteriores a la Guerra Civil, aparece una pequeña figura de San Roque quizás del siglo XVIII aunque de factura popular además de una imagen de la Inmaculada Concepción de Olot. 
También es destacable la ermita de Llanos de Tejeda, la cual se inauguró el 16 de agosto de 2013.

## Fiestas
- 15 de agosto: fiestas patronales la Asunción de la Virgen
- 15 de mayo: San Isidro
- 14 de septiembre: El Cristo